# Ташкентська залізниця
Ташкентська залізниця — залізниця у Російській імперії та СРСР, яка пролягала територією Узбецької, Казахської, Киргизької і Таджицької РСР.
Залізницю побудували в період з 1877 по 1906 рік. Протяжність залізниці станом на 1955 рік становила 2419,6 км, головне управління залізниці знаходилось в Ташкенті.
Перші ділянки на території Ташкентської залізниці були побудовані в 1887 році. Перша ділянка Зіадін — Урсатіївська була побудована в 1888 році, Урсатіївська — Андіжан в 1889 році, в 1899 році побудували лінію Самарканд — Ташкент. Лінія Ташкент — Арись — Джусали (і далі на Оренбург) була здана в експлуатацію в 1905 році.|15|05|2012}}
Станом на 1913 рік залізниця нараховувала 2234 км залізничного полотна. Рухомий склад складався з 552 паровозів, 7853 товарних і 655 пасажирських вагонів. На станціях Новосергіївська та Платовка знаходились зерносховища.
Залізниця одна з перших в СРСР була переведена з паровозної тяги на тепловозну і отримала в свій парктепловози ТЕ3.
Основними вантажами залізниці були: бавовна, вугілля, нафта, руда, машини, будівельні матеріали, промислові і продовольчі товари.